# Skerwitten
Skerwitten war in Ort im ostpreußischen Kreis Preußisch Eylau. Seine Ortsstelle gehört heute zum Munizipalkreis Rajon Bagrationowsk (Stadtkreis Preußisch Eylau) in der russischen Oblast Kaliningrad (Gebiet Königsberg (Preußen)).

## Geographische Lage
Die Ortsstelle von Skerwitten liegt im südlichen Westen der Oblast Kaliningrad, zwölf Kilometer westlich der einstigen Kreis- und heutigen Rajonshauptstadt Preußisch Eylau (russisch Bagrationowsk).

## Geschichte

### Ortsgeschichte
Bereits vor 1437 wurde das damalige Sirwenicken und nach 1437 Schönwitten, um 1506 Sckerwitten und nach 1774 Skerwitten genannte Vorwerk gegründet. Bis 1945 war Skerwitten mit Alkehnen ein Wohnplatz zu Wackern (russisch Jelanowka) im Kreis Preußisch Eylau in Ostpreußen.
Mit dem gesamten nördlichen Ostpreußen gelangte Skerwitten 1945 in Kriegsfolge zur Sowjetunion. Hier verliert sich die Spur des Ortes, weder findet sich eine russische Namensform noch die Zuordnung zu einem Dorfsowjet nach 1947. Wohl wurde der Ort nicht mehr besiedelt. Er geil heute als untergegangen. Seine Ortsstelle gehört zum Rajon Bagrationowsk in der russischen Oblast Kaliningrad.

### Mannkesteen von Skerwitten
In der historischen Landschaft von Natangen ist der Mannkesteen von Skerwitten, wohl auch Das faule Mädchen von Skerwitten genannt, ein altes Kulturzeugnis heidnischen Ursprungs. Er misst eine Höhe von 1,50 Meter und hat einen Umfang von acht Metern. Die Gestalt hat ein nach Westen ausgerichtetes Gesicht und den Körper eines Menschen, dessen Arme in betender Haltung vor der Brust gekreuzt sind.

## Religion
Bis 1938 war Skerwitten in die evangelische Dorfkirche Klein Dexen (russisch Furmanowo) eingepfarrt. Als die Kirche 1939 zur Anlage eines Truppenübungsplatzes abgerissen wurde, kam Skerwitten zur neu erbauten Kirche in Stablack (russisch Dolgorukowo) in der Kirchenprovinz Ostpreußen der Kirche der Altpreußischen Union.

## Verkehr
Die Ortsstelle Skerwittens liegt südlich von Wackern (russisch Jelanowka) und ist über Landwegverbindungen zu erreichen.